# Emma Myers
Emma Elizabeth Myers (Orlando, 2 de abril de 2002) es una actriz estadounidense.  Comenzó su carrera como actriz infantil en 2010 cuando apareció en un episodio de The Glades. Obtuvo reconocimiento por protagonizar la serie de comedia de terror Wednesday (2022) y, desde entonces, ha protagonizado la película de comedia Familia revuelta (2023), la serie de misterio A Good Girl's Guide to Murder (2024) y la película de acción, aventuras y fantasía Una película de Minecraft (2025).

## Biografía
Myers nació el 2 de abril de 2002 en Orlando, Florida (Estados Unidos). Durante su infancia estudió en el hogar y, según sus propias palabras «nunca tuve una experiencia escolar tradicional». Hizo su debut televisivo en 2010 en la serie The Glades cuando apenas tenía ocho años, la actriz comenzó a actuar profesionalmente a los 16 años cuando apareció en un episodio de la serie The Baker and the Beauty (2020) y posteriormente, ese mismo año, en varios episodios de la serie Dead of Night (2020). Después tuvo un pequeño papel en el telefilme de temática navideña Christmas Romance AI Dente (2020), su debut en la gran pantalla fue ese mismo año en la película Girl in the Basement (2020).
En 2022 participó en la serie de televisión estadounidense de terror y comedia oscura Wednesday, basada en el personaje de Wednesday Addams de The Addams Family, donde interpreta el personaje de Enid Sinclair, la mejor amiga y compañera de cuarto en la Academia Nevermore de la protagonista principal (interpretada por Jenna Ortega) y joven licántropo amante de los colores, sin embargo incapaz de transformarse completamente.
En diciembre de 2022 se anunció que había sido seleccionada para unirse al reparto de la comedia Familia revuelta, junto a Jennifer Garner y Ed Helms. La película está basada en el libro de la escritora estadounidense Amy Krouse Rosenthal, Bedtime for Mommy y se estrenó en Netflix el 30 de noviembre de 2023. En 2024 interpretó el personaje principal, Pippa Fitz-Amobi, en la adaptación televisiva de la novela de misterio y asesinatos, A Good Girl's Guide to Murder, junto con Zain Iqbal.
En 2025 apareció en Una película de Minecraft, una adaptación cinematográfica de la franquicia de videojuegos del mismo nombre. También repitió su papel de Enid Sinclair en la segunda temporada de Wednesday que se estrenó el 6 de agosto de 2025 y reaparecerá en la segunda temporada de A Good Girl's Guide to Murder, donde deberá resolver un nuevo misterio. Además, está previsto que forme parte del elenco de la película de animación, The Angry Birds Movie 3, cuyo estreno está previsto para 2027.

## Vida privada
Myers es fanática del género musical k-pop, especialmente de la boy band Seventeen. Según una entrevista en 2022 en la revista Teen Vogue, las comunidades de fanáticos de El señor de los anillos y Star Wars fueron «dos pilares fantásticos de fandom en línea que dieron forma a la manera en que veía el mundo». Se describe a sí misma como introvertida.

## Filmografía

### Películas
| Año  | Título                     | Papel                      | Notas                 | Ref.          |
| ---- | -------------------------- | -------------------------- | --------------------- | ------------- |
| 2010 | Cartas a Dios              | Niña en el autobús escolar | Sin acreditar         |               |
| 2010 | Crooked                    | Gym Girl                   | Cortometraje          |               |
| 2020 | Deathless                  | Mavis Nebick               | Cortometraje          |               |
| 2020 | Christmas Romance AI Dente | BeeBee Jordan              | Telefilme             | [ 23 ]        |
| 2021 | Girl in the Basement       | Marie Cody                 | Telefilme             | [ 23 ]        |
| 2023 | Southern Gospel            | Angie Blackburn            |                       |               |
| 2023 | Familia revuelta           | CC Walker                  | Telefilme (Netflix)   | [ 16 ]        |
| 2025 | Una película de Minecraft  | Natalie                    |                       | [ 19 ]        |
| 2027 | Angry Birds 3              | — (voz)                    | Película de animación | [ 24 ] [ 22 ] |

### Series de televisión
| Año           | Título                        | Papel                  | Notas                                                                                   | Ref.   |
| ------------- | ----------------------------- | ---------------------- | --------------------------------------------------------------------------------------- | ------ |
| 2010          | The Glades                    | Paige Slayton          | Episodioː «The Girlfriend Experience»                                                   | [ 25 ] |
| 2020          | The Baker and the Beauty      | Stephanie              | Episodio piloto                                                                         |        |
| 2020          | Dead of Night                 | Girl from Magnolia     | Episodiosː «Her Two Choices: Survive or Die» y «What Will It Take For Us To Trust Her?» |        |
| 2022-presente | Wednesday                     | Enid Sinclair          | Elenco principal; 12 episodios                                                          | [ 3 ]  |
| 2024-presente | A Good Girl's Guide to Murder | Pippa «Pip» Fitz-Amobi | Papel principal; 6 episodios                                                            | [ 5 ]  |

## Premios y nominaciones
| Año  | Premio              | Trabajo nominado          | Categoría               | Resultado | Ref    |
| ---- | ------------------- | ------------------------- | ----------------------- | --------- | ------ |
| 2025 | Kids' Choice Awards | Una Película de Minecraft | Actriz de cine favorita | Nominada  | [ 26 ] |
| 2025 | Kids' Choice Awards | Una Película de Minecraft | Patea traseros favorito | Ganadora  | [ 26 ] |